# 矢立温泉
矢立温泉（やたておんせん）は、秋田県大館市（旧国出羽国、明治以降は羽後国）でかつて営業していた温泉。青森県との県境である矢立峠の直下にある。
青森県にも矢立温泉はあるが区別のためにむつ矢立温泉と呼ばれることが多い。

## 泉質
- 含塩化物鉄泉
  - 飲泉可だが、金属味・苦味・硫黄味などにより不味い。
  - 加温掛け流し方式。約30℃の源泉を掛け流しながら、数分に一回ボイラーによる蒸気で浴槽内の湯を直接加温する。
  - 鉄分によって温泉が赤褐色になることから、昭和初期までは「赤湯」と呼ばれていた。

## 温泉施設
一軒宿の「アクトバード矢立」が存在する。入浴施設は男女別の内湯のみ。常に浴槽から湯があふれており、浴室の床には温泉成分の析出物により千枚田状の模様が作られている。
旅館部と湯治部があり、日帰り入浴も可能。2009年よりライダーハウスも併設している。
近年、大館市が運営する温泉宿泊施設「大館矢立ハイツ」が完成し、のちに道の駅やたて峠として道の駅の施設となった。この施設は「矢立峠温泉」と呼ぶ。

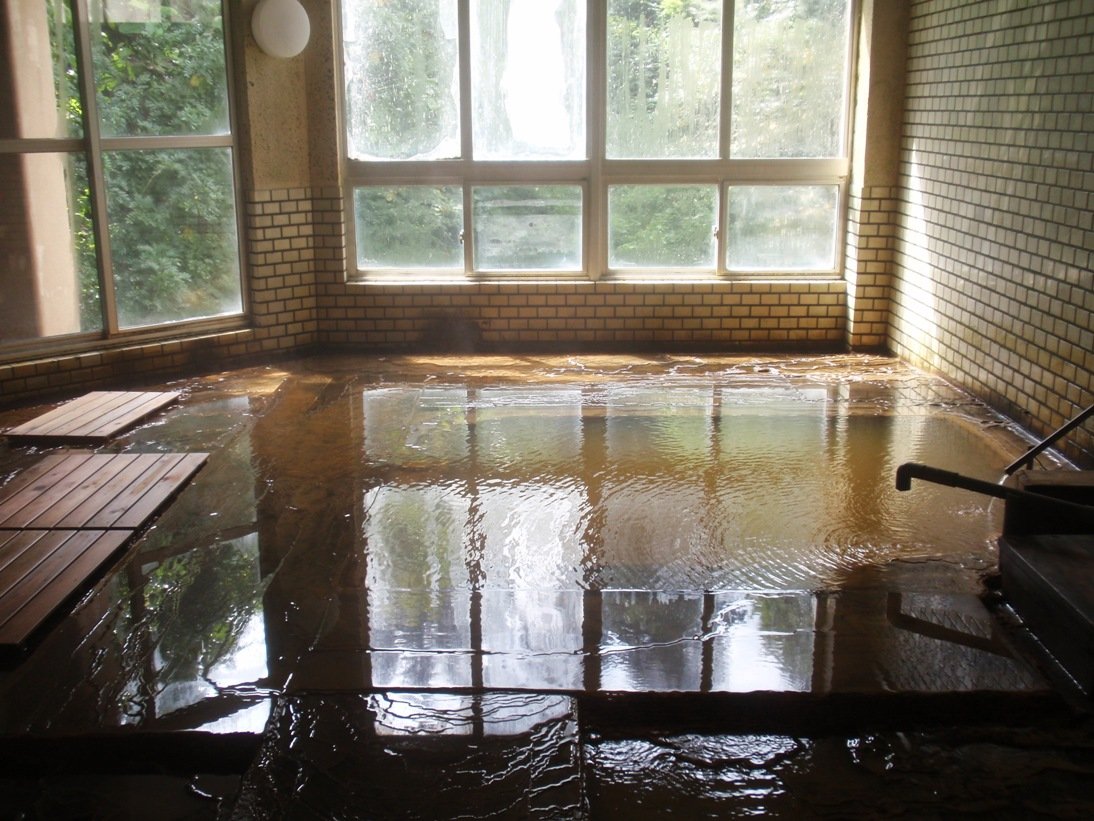
浴室

## アクセス
- 車
  - 東北自動車道 碇ヶ関ICより国道7号を大館方面に約15分。
  - 秋田自動車道 大館北ICより国道7号を弘前方面に約15分。
- 鉄道（最寄り駅は陣場駅）
  - JR東日本大館駅から路線バス（秋北バス）矢立ハイツ行きで、矢立温泉前停留所下車。

## 周辺
- 矢立峠
- 道の駅やたて峠
- 日景温泉
- 相乗温泉
- 秋元温泉
- 古遠部温泉